# Nuoto ai XVI Giochi paralimpici estivi - Donne 50 metri stile libero
Le gare di nuoto 50 metri stile libero donne ai XVI Giochi paralimpici estivi si sono svolte tra il 25 agosto e il 2 settembre 2021 presso il Tokyo Aquatics Centre. 

## Programma
Sono stati disputati 6 eventi, articolati in una serie di batterie di qualificazione in mattinata; la finale è stata disputata nel pomeriggio/sera del medesimo giorno.
| Evento | Data   | Data   | Data   | Data   | Data   | Data   | Data   | Data   | Data   | Data   | Data   | Data   | Data   | Data   | Data  | Data  | Data  | Data  |
| Evento | Mer 25 | Mer 25 | Gio 26 | Gio 26 | Ven 27 | Ven 27 | Sab 28 | Sab 28 | Dom 29 | Dom 29 | Lun 30 | Lun 30 | Mar 31 | Mar 31 | Mer 1 | Mer 1 | Gio 2 | Gio 2 |
| Evento | M      | P      | M      | P      | M      | P      | M      | P      | M      | P      | M      | P      | M      | P      | M     | P     | M     | P     |
| ------ | ------ | ------ | ------ | ------ | ------ | ------ | ------ | ------ | ------ | ------ | ------ | ------ | ------ | ------ | ----- | ----- | ----- | ----- |
| S4     |        |        |        |        |        |        |        |        |        |        |        |        |        |        |       |       | B     | F     |
| S6     | B      | F      |        |        |        |        |        |        |        |        |        |        |        |        |       |       |       |       |
| S8     |        |        |        |        |        |        |        |        |        |        |        |        |        |        | B     | F     |       |       |
| S10    | B      | F      |        |        |        |        |        |        |        |        |        |        |        |        |       |       |       |       |
| S11    |        |        |        |        | B      | F      |        |        |        |        |        |        |        |        |       |       |       |       |
| S13    |        |        |        |        |        |        |        |        | B      | F      |        |        |        |        |       |       |       |       |

| M | mattina | P | Pomeriggio/sera |

| B | Batterie di qualificazione | F | Finale per medaglia d'oro |

## Risultati
Tutti i tempi sono espressi in secondi. Di fianco al nome dell'atleta, tra parentesi, è indicata la classificazione in cui apparteneva, qualora differente da quella della competizione.

### S4
| Pos. | Atleta                  | Nazione    | Tempo | Note               |
| ---- | ----------------------- | ---------- | ----- | ------------------ |
|      | Rachael Watson          | Australia  | 39,36 | Record paralimpico |
|      | Arjola Trimi (S3)       | Italia     | 40,32 | Record mondiale    |
|      | Marta Fernández Infante | Spagna     | 40,85 |                    |
| 4    | Patrícia Pereira        | Brasile    | 41,56 |                    |
| 5    | Nely Miranda            | Messico    | 42,31 |                    |
| 6    | Zhou Yanfei             | Cina       | 43,16 |                    |
| 7    | Nataliia Butkova        | RPC        | 43,75 |                    |
| 8    | Zulfiya Gabidullina     | Kazakistan | 48,12 |                    |

### S6
| Pos. | Atleta              | Nazione     | Tempo | Note               |
| ---- | ------------------- | ----------- | ----- | ------------------ |
|      | Yelyzaveta Mereshko | Ucraina     | 33,11 | Record paralimpico |
|      | Elizabeth Marks     | Stati Uniti | 33,15 |                    |
|      | Anna Hontar         | Ucraina     | 33,40 |                    |
| 4    | Jiang Yuyan         | Cina        | 33,55 |                    |
| 5    | Viktoriia Savtsova  | Ucraina     | 33,68 |                    |
| 6    | Sara Vargas Blanco  | Colombia    | 33,97 |                    |
| 7    | Song Lingling       | Cina        | 34,40 |                    |
| 8    | Nicole Turner       | Irlanda     | 35,29 |                    |

### S8
| Pos. | Atleta                     | Nazione       | Tempo | Note |
| ---- | -------------------------- | ------------- | ----- | ---- |
|      | Viktoriia Ishchiulova      | RPC           | 29,91 |      |
|      | Cecília Jerônimo de Araújo | Brasile       | 30,83 |      |
|      | Xenia Francesca Palazzo    | Italia        | 31,17 |      |
| 4    | Kateryna Denysenko         | Ucraina       | 31,47 |      |
| 5    | Tupou Neiufi               | Nuova Zelanda | 31,48 |      |
| 6    | Morgan Bird                | Canada        | 32,16 |      |
| 7    | Mallory Weggemann (S7)     | Stati Uniti   | 32,66 |      |
| 8    | McKenzie Coan (S7)         | Stati Uniti   | 33,18 |      |

### S10
| Pos. | Atleta                     | Nazione       | Tempo | Note |
| ---- | -------------------------- | ------------- | ----- | ---- |
|      | Anastasiia Gontar          | ROC           | 27,38 |      |
|      | Chantalle Zijderveld       | Paesi Bassi   | 27,42 |      |
|      | Aurélie Rivard             | Canada        | 28,11 |      |
| 4    | Alessia Scortechini        | Italia        | 28,26 |      |
| 5    | Mariana Ribeiro (S9)       | Brasile       | 28,58 |      |
| 6    | Maria Paula Barrera Zapata | Colombia      | 28,70 |      |
| 7    | Zara Mullooly              | Gran Bretagna | 28,73 |      |
| 8    | Meng Zhang                 | Cina          | 28,96 |      |

### S11
| Pos. | Atleta               | Nazione     | Tempo | Note                |
| ---- | -------------------- | ----------- | ----- | ------------------- |
|      | Ma Jia               | Cina        | 29,20 | Record mondiale     |
|      | Li Guizhi            | Cina        | 29,72 |                     |
|      | Karolina Pelendritou | Cipro       | 29,79 | Record europeo      |
| 4    | Liesette Bruinsma    | Paesi Bassi | 30,19 |                     |
| 5    | Wang Xinyi           | Cina        | 30,24 |                     |
| 6    | Maryna Piddubna      | Ucraina     | 30,65 |                     |
| 7    | Tomomi Ishiura       | Giappone    | 30,85 |                     |
| 8    | Anastasia Pagonis    | Stati Uniti | 30,91 | Record panamericano |

### S13
| Pos. | Atleta                              | Nazione       | Tempo | Note               |
| ---- | ----------------------------------- | ------------- | ----- | ------------------ |
|      | Maria Carolina Gomes Santiago (S12) | Brasile       | 26,82 | Record paralimpico |
|      | Anna Krivshina                      | RPC           | 27,06 | Record paralimpico |
|      | Carlotta Gilli                      | Italia        | 27,07 |                    |
| 4    | Katja Dedekind                      | Australia     | 27,14 | Record oceaniano   |
| 5    | Daria Pikalova (S12)                | RPC           | 27,39 |                    |
| 6    | Hannah Russell (S12)                | Gran Bretagna | 27,58 |                    |
| 7    | Ayano Tsujiuchi                     | Giappone      | 27,59 |                    |
| 8    | Anna Stetsenko                      | Ucraina       | 27,68 |                    |